# 粵文拉丁化
粵文拉丁化，又稱拉丁化粵文，是近年來探討把粵語行文以拉丁字母加上附加符號來書寫。與廣東話拼音不同的是，粵文拉丁化主張用拉丁字母取代粵字來書寫粵語，而不僅是用拉丁字母在電腦拼寫粵字。
粵文拉丁化的呼聲在廣州撐粵語行動後達到高潮。不過現在還未有統一的粵文拉丁化方案。支持者認為，粵文拉丁化有助全球推廣粵語。反對者認為會摧毀粵語幾百至幾千年的歷史，跟祖先古漢語割裂，無法再跟官話爭奪華夏正統之名；而且改用拉丁文都只是給歐美中心主義文化殖民，不是真正保護粵漢文化。
百越人自中原受秦始皇南下百越，廣東人不斷被同化，百越亡後，木棉花和銅鼓文明被大中華主義者抵制，提倡粵語也被北方的中國人視為民族自決和反乱。与官話拉丁化不同，官話拉丁化是為適應北方語言（普通話）；粵語是南方語言，与普通話四聲不同，廣東話有九聲，但後三聲為上陰入，下陰入，陽入等入聲，實際只有六調
然而，粵語雖然可以拉丁化，像越南一樣，但不少學者認為則使實現拉丁化，文法上仍離不開中國語言特色，漢語詞滙也根深蒂固，改變的只是書寫形式，但去除漢字形體，拉丁漢字或拉丁粵依然要大量漢語語法和漢語借詞方能成文，正如越南有DOC LAP（獨立），DONG CHI（同志），GIAI PHONG（解放），QUOC CA（國家），CONG HOA（共和），DONG MINH（同盟），大量受漢語影響的詞
例如：「我愛你」這句子，以拉丁粵文書寫成「NGO OI NEI」，但文法仍是主動賓結構，NGO作為主語，OI NEI為謂語，OI在OI NEI這一語言片段中充當動詞用，形成动賓短語
因此粵文拉丁化不是絶对去中國化，反而保留了漢語借詞和文法

## 方案示例
以下以粵語羅馬字方案而拼音
| Nam Hõi Ciu Honkha mún sã Yeùd tïn dönk pôhiũ Jënkjënkyàtseóng jòy wajeöng Honkmin jĩgënk yàw tïm cïnbâg dõ Yäntyänt mànsây jeòng Ngó gîn göngciu yïyin töy hẽy ná sänbãn Keôgsì ceün guô yôkyeúkenklaw sänt lêng gẽnk Ngó gîu hõiciu bötow bätyîu jé hönkyõnk Gâg jeù yät pîn mànléy dàiyeong guäysämpcîd | 南海潮 紅霞滿灑粵天東破曉 蒸蒸日上序華章 紅棉紫荊又添千百朶 欣欣萬世象 我見江潮依然推起那舢舨 卻是穿過玉宇瓊樓新靚景 我叫海潮波濤不要這洶湧 隔住一片萬里大洋歸心切 |

## 外部連結
- 粵文全面拉丁化，粵語粘着語化趨勢料加快 （页面存档备份，存于）